# Metal Ligaen 2016/17
Die Metal-Ligaen-Saison 2016/17 ist die 60. Spielzeit seit Gründung der höchsten Spielklasse im dänischen Eishockey, die seit 2014 Metal Ligaen heißt. Die Hauptrunde findet vom 23. September 2016 bis zum 28. Februar 2017 statt. Es werden dieselben Mannschaften wie in den Vorjahren teilnehmen. Meister wurde zum zweiten Mal in Serie Esbjerg Energy, die sich mit 4:1 Spielen gegen die Gentofte Stars durchsetzen konnten. Den dritten Platz sicherten sich wie im Vorjahr die Frederikshavn White Hawks, die sich in zwei Spielen gegen die Odense Bulldogs durchgesetzten.

## Teilnehmer
| Klub                      | Ort           | Hauptrunde 2015/16 | Play-offs 2015/16 | Arena                | Kapazität |
| ------------------------- | ------------- | ------------------ | ----------------- | -------------------- | --------- |
| Aalborg Pirates           | Aalborg       | 8.                 | Viertelfinale     | Gigantium Isarena    | 5.000     |
| Esbjerg Energy            | Esbjerg       | 3.                 | Meister           | Granly Hockey Arena  | 4.200     |
| Frederikshavn White Hawks | Frederikshavn | 2.                 | Dritter           | Scanel Hockey Arena  | 4.000     |
| Gentofte Stars            | Gentofte      | 9.                 | -                 | Gentofte Skøjtehal   | 1.160     |
| Herlev Eagles             | Herlev        | 10.                | -                 | DFDS Seaways Arena   | 1.740     |
| Herning Blue Fox          | Herning       | 4.                 | Vizemeister       | KVIK Hockey Arena    | 4.105     |
| Odense Bulldogs           | Odense        | 5.                 | Viertelfinale     | Odense Isstadion     | 3.280     |
| Rungsted Seier Capital    | Rungsted      | 6.                 | Viertelfinale     | Saxo Bank Arena      | 2.460     |
| Rødovre Mighty Bulls      | Rødovre       | 7.                 | Viertelfinale     | Rødovre Skøjte Arena | 3.600     |
| SønderjyskE Ishockey      | Vojens        | 1.                 | Vierter           | SE Arena             | 5.000     |

Quelle:  Eliteprospects.com

## Modus
In der Hauptrunde absolvieren die 10 Vereine eine Dreifachrunde mit 45 Spielen je Klub aus. Die 5 schlechtesten Teams aus der Vorsaison haben dabei 23 Heimspiele, während die besten 5 nur 22 Heimspiele haben.
Die acht bestplatzierten Mannschaften qualifizierten sich für das Play-off-Viertelfinale. In den ersten beiden Playoff-Runden dürfen die Mannschaften in der Reihenfolge ihrer Abschlussplatzierungen ihren Playoff-Gegner aussuchen, wobei der Erstplatzierte zuerst seinen Gegner wählen darf. Alle Play-off-Spiele vom Viertelfinale bis hin zum Finale werden im Modus Best-of-Seven ausgetragen.
Es gibt drei Punkte für einen Sieg in der regulären Spielzeit, zwei Punkte für einen Sieg nach Verlängerung oder Penaltyschießen und einen Punkt für eine Niederlage nach Verlängerung oder Penaltyschießen.

## Hauptrunde

### Kreuztabelle
| Heimmannschaft                                                    | Gastmannschaft          | Gastmannschaft    | Gastmannschaft          | Gastmannschaft          | Gastmannschaft          | Gastmannschaft      | Gastmannschaft  | Gastmannschaft    | Gastmannschaft          | Gastmannschaft |
| Heimmannschaft                                                    | Esbjerg                 | Fr.havn           | Gentofte                | Herlev                  | Herning                 | Odense              | Rungsted        | Rødovre           | Sønderj.                | Aalborg        |
| ----------------------------------------------------------------- | ----------------------- | ----------------- | ----------------------- | ----------------------- | ----------------------- | ------------------- | --------------- | ----------------- | ----------------------- | -------------- |
| Esbjerg Energy                                                    | –                       | 1:3 3:4 n. P. 2:6 | 5:2 2:3 n. P.           | 7:2 5:1                 | 3:1 3:2 n. P. 2:1 n. P. | 1:2 n. P. 1:2 n. V. | 4:3 n. V. 3:1   | 3:0 5:2           | 2:3 n. V. 6:2 1:2 n. V. | 2:6 3:1        |
| Frederikshavn White Hawks                                         | 4:2 0:2                 | –                 | 3:0 3:1                 | 5:2 5:6 n. P. 7:1       | 1:3 5:3                 | 3:2 n. V. 0:2 2:3   | 1:3 4:1 4:3 n.P | 6:0 2:0           | 2:1 3:2 n. P. 5:2       | 2:5 0:4        |
| Gentofte Stars                                                    | 2:3 n. V. 2:1 n. V. 0:3 | 2:1 4:1 3:1       | –                       | 2:1 n. V. 5:2 4:2       | 2:1 1:0                 | 1:3 0:4             | 4:3 3:1 1:2     | 4:3 n. V. 3:1     | 2:4 1:2 3:0             | 3:1 2:0        |
| Herlev Eagles                                                     | 1:8 1:4 2:6             | 1:4               | 1:4 0:3                 | –                       | 1:5 2:10                | 4:7 2:5 2:4         | 3:6 2:5 0:7     | 2:8 5:4 n. V.     | 0:1 4:6 4:8             | 4:5 2:5 2:6    |
| Herning Blue Fox                                                  | 3:1 4:3                 | 1:2 1:4           | 3:4 n. P. 4:0 1:0       | 2:3 n. P. 7:1 3:4 n. P. | –                       | 5:4 4:5 n. V.       | 1:2 4:2         | 5:0 4:1           | 3:2 n. P. 1:4           | 3:6 4:2        |
| Odense Bulldogs                                                   | 3:1 0:2                 | 4:2 1:4           | 0:1 4:3 n. V. 3:2 n. V. | 5:1 2:1 n. V.           | 3:2 n. P. 4:2 1:3       | –                   | 5:4 n. P. 5:1   | 3:4 6:1 11:1      | 2:0 3:2 n. V.           | 1:2 0:2 3:2    |
| Rungsted Seier Capital                                            | 4:3 3:0 4:5 n. V.       | 4:5 n. V. 3:1     | 4:2 2:4                 | 5:2 8:3                 | 1:4 4:2                 | 3:2 3:4 2:3         | –               | 7:1 5:2 0:1       | 5:3 1:3                 | 2:3 0:1 2:6    |
| Rødovre Mighty Bulls                                              | 4:3 n. V. 3:2 n. P. 2:8 | 2:3 n. P. 0:3 2:4 | 3:6 2:3 n. V. 2:3       | 5:1 5:3 3:8             | 4:3 n.P 0:7 1:3         | 2:4 2:1 n. P.       | 5:8 3:4 n. P.   | –                 | 1:5 3:2                 | 3:5 1:2        |
| SønderjyskE Ishockey                                              | 4:3 1:4                 | 2:0 1:3           | 3.2 n. P. 2:1           | 5.4 n. P. 5:2           | 3:4 1:2 n. P. 2:1       | 4:3 n. V. 2:3 2:4   | 5:2 4:5 n. P.   | 3:6 4:1 5:4       | –                       | 4:5 2:1 4:1    |
| Aalborg Pirates                                                   | 2:1 4:3 2:5             | 1:3 3:4 n. P. 1:0 | 2:0 4:2                 | 3:4 n. V. 5:2           | 1:0 n. P. 2:3 4:3 n. V. | 4:1 1:4             | 4:2 2:1 n. P.   | 4:1 2:1 n. V. 6:0 | 1:4 2:1                 | –              |
| n. V. – Sieg nach Verlängerung; n. P. – Sieg nach Penaltyschießen |                         |                   |                         |                         |                         |                     |                 |                   |                         |                |

Stand: 28. Februar 2017

Quelle:  Metal Ligaen

### Tabelle
|     | Klub                      | Sp | S  | OTS | OTN | N  | T   | GT  | Pkt | %   | Str | Heim      | Gast     |
| --- | ------------------------- | -- | -- | --- | --- | -- | --- | --- | --- | --- | --- | --------- | -------- |
| 1.  | Aalborg Pirates           | 45 | 27 | 4   | 2   | 12 | 133 | 94  | 91  | 67% | 750 | 12-4-2-5  | 15-0-0-7 |
| 2.  | Odense Bulldogs           | 45 | 22 | 9   | 4   | 10 | 143 | 96  | 88  | 65% | 647 | 10-6-0-6  | 12-3-4-5 |
| 3.  | Frederikshavn White Hawks | 45 | 23 | 7   | 1   | 14 | 133 | 92  | 84  | 62% | 415 | 12-3-1-7  | 11-4-0-6 |
| 4.  | Esbjerg Energy (M)        | 45 | 18 | 6   | 9   | 12 | 140 | 106 | 75  | 56% | 595 | 11-4-6-3  | 7-2-3-9  |
| 5.  | SønderjyskE Ishockey      | 45 | 20 | 5   | 5   | 15 | 130 | 117 | 75  | 56% | 760 | 10-3-2-7  | 10-2-3-8 |
| 6.  | Gentofte Stars            | 45 | 19 | 6   | 4   | 16 | 100 | 95  | 73  | 54% | 500 | 13-3-1-6  | 6-3-3-10 |
| 7.  | Herning Blue Fox          | 45 | 19 | 2   | 10  | 14 | 130 | 107 | 71  | 53% | 504 | 10-1-4-6  | 9-1-6-8  |
| 8.  | Rungsted Seier Capital    | 45 | 19 | 2   | 6   | 18 | 141 | 131 | 67  | 50% | 884 | 11-0-2-10 | 8-2-4-8  |
| 9.  | Rødovre Mighty Bulls      | 45 | 7  | 4   | 6   | 28 | 100 | 186 | 35  | 26% | 747 | 3-4-3-13  | 4-0-3-15 |
| 10. | Herlev Eagles             | 45 | 1  | 5   | 3   | 36 | 102 | 228 | 16  | 12% | 896 | 0-1-0-22  | 1-4-3-14 |

Sp = Spiele, S = Siege, N = Niederlagen, OTS = Overtime-Siege, OTN = Overtime-Niederlage, T = Tore, GT = Gegentore, Pkt = Punkte, Str = Strafminuten

Stand: 28. Februar 2017

Quelle:  Metal Ligaen

Erläuterungen: Play-Off Qualifikation, Saison beendet

### Beste Scorer
| Spieler              | Team                   | Sp | T  | V  | Pkt | +/− | SM  |
| -------------------- | ---------------------- | -- | -- | -- | --- | --- | --- |
| Dale Mitchell        | Odense Bulldogs        | 44 | 27 | 40 | 67  | +33 | 124 |
| Tony Romano          | Odense Bulldogs        | 42 | 28 | 26 | 54  | +36 | 47  |
| Harrison Reed        | SønderjyskE Ishockey   | 45 | 27 | 23 | 50  | +15 | 30  |
| Peter Quenneville    | Aalborg Pirates        | 45 | 30 | 19 | 49  | +8  | 26  |
| Brendan Connolly     | Rungsted Seier Capital | 42 | 20 | 28 | 48  | +4  | 186 |
| Brock Nixon          | Esbjerg Energy         | 45 | 20 | 27 | 47  | +28 | 24  |
| Jamie Johnson        | Herning Blue Fox       | 45 | 14 | 33 | 47  | +20 | 50  |
| Derek Damon          | SønderjyskE Ishockey   | 44 | 16 | 29 | 45  | +21 | 77  |
| Ryan Martindale      | Esbjerg Energy         | 45 | 20 | 25 | 44  | +18 | 28  |
| Sebastian Strandberg | Odense Bulldogs        | 40 | 13 | 32 | 45  | +22 | 16  |

 Abkürzungen:  Sp = Spiele, T = Tore, V = Assists, Pkt = Punkte, +/− = Plus/Minus, SM = Strafminuten; Fett:  Bestwert; Stand: 28. Februar 2017; Quelle:  Metal Ligaen

### Zuschauertabelle
|        | Verein                    | Heimspiele | Zuschauer | pro Spiel | Auslastung | +/- 2015/16 | +/- pro Spiel | +/- in % |
| ------ | ------------------------- | ---------- | --------- | --------- | ---------- | ----------- | ------------- | -------- |
| 01.    | Aalborg Pirates           | 23         | 52.733    | 2.293     | 045,85 %   | 8.362       | 364           | 18,87 %  |
| 02.    | SønderjyskE Ishockey      | 22         | 52.700    | 2.395     | 047,91 %   | −9.742      | −443          | −15,61 % |
| 03.    | Herning Blue Fox          | 22         | 30.769    | 1.399     | 034,07 %   | −602        | −27           | −1,89 %  |
| 04.    | Frederikshavn White Hawks | 22         | 30.232    | 1.374     | 034,35 %   | −4.414      | −201          | −12,76 % |
| 05.    | Esbjerg Energy            | 22         | 29.243    | 1.329     | 031,65 %   | 644         | 29            | 2,23 %   |
| 06.    | Odense Bulldogs           | 22         | 26.805    | 1.218     | 037,15 %   | −748        | −34           | −2,72 %  |
| 07.    | Rødovre Mighty Bulls      | 23         | 25.573    | 1.112     | 030,89 %   | −10.539     | −458          | −29,17 % |
| 08.    | Rungsted Seier Capital    | 23         | 25.054    | 1.089     | 044,28 %   | 4.451       | 193           | 21,54 %  |
| 09.    | Herlev Eagles             | 23         | 12.146    | 528       | 030,35 %   | 977         | 42            | 8,64 %   |
| 10.    | Gentofte Stars            | 23         | 8.371     | 364       | 031,38 %   | 2.744       | 119           | 48,57 %  |
| Gesamt | Gesamt                    | 225        | 293.626   | 1.305     | 037,78 %   | −8.867      | −39           | −2,9 %   |

Stand: 28. Februar 2017
Quelle:  Metal Ligaen

## Schiedsrichter
| Nummer | Name                          | Nummer | Name              | Nummer | Name                         |
| ------ | ----------------------------- | ------ | ----------------- | ------ | ---------------------------- |
| 6      | Thomas Buchardt Andersen      | 17     | Michael Nielsen   | 34     | Martin Theiltoft Christensen |
| 7      | Vernon Hofferd                | 19     | Niclas Lundsgaard | 51     | Maria Füchsel                |
| 11     | Søren Reis                    | 21     | Daniel Bøjle      | 55     | Jan Andersen                 |
| 12     | Rasmus Toppel                 | 23     | Jonas Reimer      | 74     | Jacob Grumsen                |
| 14     | Jens Chr. Gregersen           | 24     | Mike Hicks        | 83     | Jan Bigum                    |
| 15     | IIHF Referee Exchange Program | 27     | Chris Deweerdt    | 96     | Casper Nielsen               |
| 16     | IIHF Referee Exchange Program | 28     | Thomas Lassen     | 98     | Tom Darnell                  |

## Playoffs
In den Playoffs spielen die besten 8 Teams der Hauptrunde im Modus Best of Seven (Ausnahme Spiel um Platz 3) gegeneinander. Die 4 besten Teams der Hauptrunde wählen ihrer Platzierung folgend ihren Gegner für das Viertelfinale aus den Teams der Plätze 5 bis 8.

Die Playoff beginnen am 3. März 2017 mit den Viertelfinalspielen. Der Beginn der Halbfinale ist für den 21. März 2016 und des Finales für den 7. April terminiert. Gehen die jeweils vorangegangenen Spielen nicht über die volle Distanz starten die Halbfinale und das Finale zu einem früheren Zeitpunkt. Gespielt wird am Dienstag, Freitag und Sonntag.

### Playoff-Baum
|  | Viertelfinale | Viertelfinale             | Viertelfinale |  |  | Halbfinale | Halbfinale                | Halbfinale |  |  | Finale           | Finale                    | Finale           |
|  |               |                           |               |  |  |            |                           |            |  |  |                  |                           |                  |
|  | 2             | Odense Bulldogs           | 4             |  |  |            |                           |            |  |  |                  |                           |                  |
|  | 8             | Rungsted Seier Capital    | 0             |  |  |            |                           |            |  |  |                  |                           |                  |
|  |               |                           |               |  |  | 2          | Odense Bulldogs           | 1          |  |  |                  |                           |                  |
|  |               |                           |               |  |  | 6          | Gentofte Stars            | 4          |  |  |                  |                           |                  |
|  | 1             | Aalborg Pirates           | 3             |  |  |            |                           |            |  |  |                  |                           |                  |
|  | 6             | Gentofte Stars            | 4             |  |  |            |                           |            |  |  |                  |                           |                  |
|  |               |                           |               |  |  |            |                           |            |  |  | 4                | Esbjerg Energy            | 4                |
|  |               |                           |               |  |  |            |                           |            |  |  | 6                | Gentofte Stars            | 1                |
|  | 3             | Frederikshavn White Hawks | 4             |  |  |            |                           |            |  |  |                  |                           |                  |
|  | 7             | Herning Blue Fox          | 2             |  |  |            |                           |            |  |  |                  |                           |                  |
|  |               |                           |               |  |  | 3          | Frederikshavn White Hawks | 3          |  |  |                  |                           |                  |
|  |               |                           |               |  |  | 4          | Esbjerg Energy            | 4          |  |  | Spiel um Platz 3 | Spiel um Platz 3          | Spiel um Platz 3 |
|  | 4             | Esbjerg Energy            | 4             |  |  |            |                           |            |  |  | 2                | Odense Bulldogs           | 2                |
|  | 5             | SønderjyskE Ishockey      | 2             |  |  |            |                           |            |  |  | 3                | Frederikshavn White Hawks | 9                |

### Viertelfinale
Die Viertelfinalspiele finden am 3., 5., 7., 10. März und wenn nötig am 12., 14. und 17. März 2017 statt.
|                           |   |                        | Serie | 1   | 2   | 3   | 4   | 5         | 6         | 7   | [HR]  |
| ------------------------- | - | ---------------------- | ----- | --- | --- | --- | --- | --------- | --------- | --- | ----- |
| Aalborg Pirates           | – | Gentofte Stars         | 3:4   | 5:2 | 1:3 | 3:1 | 1:2 | 4:3 n. V. | 0:1       | 0:3 | [3:2] |
| Odense Bulldogs           | – | Rungsted Seier Capital | 4:0   | 2:1 | 4:2 | 3:2 | 1:5 |           |           |     | [4:1] |
| Frederikshavn White Hawks | – | Herning Blue Fox       | 4:2   | 4:1 | 2:3 | 3:2 | 2:3 | 3:1       | 2:3       |     | [4:1] |
| Esbjerg Energy            | – | SønderjyskE Ishockey   | 4:2   | 2:1 | 1:3 | 4:1 | 1:3 | 2:1 n. V. | 4:3 n. V. |     | [2:3] |

#### Aalborg Pirates (1) – Gentofte Stars (6)
| 3. März 2017 19:30 Uhr | Aalborg Pirates Bryce Reddick (02:24) Peter Quenneville (14:55) Mikkel Højbjerg (30:04) Christopher Frederiksen (31:24) Victor Panelin-Borg (37:25) | 5:2 (2:1, 3:1, 0:0) Spielbericht Stand: 1:0 | Gentofte Stars Cameron Spiro (19:08) Joonas Riekkinen (24:24) | Gigantium Isarena, Aalborg, Region Nordjylland Zuschauer: 3690 |

| 5. März 2017 15:00 Uhr | Gentofte Stars Marko Virtala (07:22) Joonas Riekkinen (10:30) Cameron Spiro (21:09) | 3:1 (2:0, 1:1, 0:0) Spielbericht Stand: 1:1 | Aalborg Pirates Mikkel Højbjerg (23:35) | Gentofte Skøjtehal, Gentofte, Region Hovedstaden Zuschauer: 703 |

| 7. März 2017 20:30 Uhr | Aalborg Pirates Christopher Frederiksen (30:15) Mikkel Højbjerg (42:56) Bjarke Møller (51:30) | 3:1 (0:0, 1:1, 2:0) Spielbericht Stand: 2:1 | Gentofte Stars Cameron Spiro (35:39) | Gigantium Isarena, Aalborg, Region Nordjylland Zuschauer: 1894 |

| 10. März 2017 19:30 Uhr | Gentofte Stars Joonas Riekkinen (47:33) Joonas Riekkinen (52:18) | 2:1 (0:1, 0:0, 2:0) Spielbericht Stand: 2:2 | Aalborg Pirates Jeppe Jul Korsgaard (16:28) | Gentofte Skøjtehal, Gentofte, Region Hovedstaden Zuschauer: 742 |

| 12. März 2017 15:00 Uhr | Aalborg Pirates Sebastian Brinkman Andersen (11:17) Christopher Frederiksen (36:34) Ryan McDonough (52:53) Ryan McDonough (111:01) | 4:3 n. V. (1:1, 1:0, 1:2, 0:0, 0:0, 1:0) Spielbericht Stand: 3:2 | Gentofte Stars Jeffrey Terrminesi (35:39) Teemu Virtala (35:39) Teemu Virtala (35:39) | Gigantium Isarena, Aalborg, Region Nordjylland Zuschauer: 2419 |

| 14. März 2017 19:00 Uhr | Gentofte Stars Marko Virtala (06:52) | 1:0 (1:0, 0:0, 0:0) Spielbericht Stand: 3:3 | Aalborg Pirates | Gentofte Skøjtehal, Gentofte, Region Hovedstaden Zuschauer: 821 |

| 17. März 2017 19:30 Uhr | Aalborg Pirates | 0:3 (0:1, 0:2, 0:0) Spielbericht Stand: 3:4 | Gentofte Stars Luis Blak Olsen (07:03) Nikolaj Zorko (24:28) Cameron Spiro (29:52) | Gigantium Isarena, Aalborg, Region Nordjylland Zuschauer: 4198 |

#### Odense Bulldogs (2) – Rungsted Seier Capital (8)
| 3. März 2017 19:30 Uhr | Odense Bulldogs Henrick Nielsen (33:28) Robin Sterner (45:07) | 2:1 (1:0, 1:1, 0:0) Spielbericht Stand: 1:0 | Rungsted Seier Capital Mike Daigulis (54:13) | Odense Isstadion, Odense, Region Syddanmark Zuschauer: 1577 |

| 5. März 2017 19:00 Uhr | Rungsted Seier Capital Mike Daigulis (31:53) Mikael Christensen (54:17) | 2:4 (0:0, 1:1, 1:3) Spielbericht Stand: 0:2 | Odense Bulldogs Tony Romano (35:05) Rasmus Schultz Lyø (57:31) Henrick Nielsen (58:01) Dale Mitchell (59:08) | Saxo Bank Arena, Rungsted, Region Hovedstaden Zuschauer: 1288 |

| 3. März 2017 19:30 Uhr | Odense Bulldogs Rasmus Bjerrum (03:46) Robin Sterner (49:18) Tony Romano (58:32) | 3:2 (1:0, 0:1, 2:1) Spielbericht Stand: 3:0 | Rungsted Seier Capital Nicolai H. Weichel (28:42) Simon Löf (59:02) | Odense Isstadion, Odense, Region Syddanmark Zuschauer: 1484 |

| 10. März 2017 19:30 Uhr | Rungsted Seier Capital Nikolaj Murholt Rosenthal (30:11) | 1:5 (0:2, 1:1, 0:2) Spielbericht Stand: 0:4 | Odense Bulldogs Tony Romano (12:58) Tony Romano (18:46) Dale Mitchell (25:30) Rasmus Bjerrum (50:20) Robin Sterner (56:03) | Saxo Bank Arena, Rungsted, Region Hovedstaden Zuschauer: 1822 |

#### Frederikshavn White Hawks (3) – Herning Blue Fox (7)
| 3. März 2017 19:30 Uhr | Frederikshavn White Hawks Luka Vidma (23:39) Kristoffer Lauridsen (29:58) Marcus Olsson (46:46) Nick Olesen (59:09) | 4:1 (0:0. 2:0, 2:1) Spielbericht Stand: 1:0 | Herning Blue Fox Lasse S. Lassen (50:25) | Scanel Hockey Arena, Frederikshavn, Region Nordjylland Zuschauer: 1854 |

| 5. März 2017 15:00 Uhr | Herning Blue Fox Lasse S. Lassen (06:46) Oliver Gatz Nielsen (38:23) Lasse S. Lassen (75:44) | 3:2 n. V. (1:0, 1:1, 0:1, 1:0) Spielbericht Stand: 1:1 | Frederikshavn White Hawks Joachim Linnet (24:10) Jeff Ulmer (48:22) | KVIK Hockey Arena, Herning, Region Midtjylland Zuschauer: 3642 |

| 7. März 2017 19:00 Uhr | Frederikshavn White Hawks Jeff Ulmer (18:17) Nick Olesen (41:47) Mathias Bau Hansen (44:26) | 3:2 (1:0, 0:1, 2:1) Spielbericht Stand: 2:1 | Herning Blue Fox Steffen Klarskov Nielsen (36:21) Petri Lammassaari (56:24) | Scanel Hockey Arena, Frederikshavn, Region Nordjylland Zuschauer: 2103 |

| 10. März 2017 19:30 Uhr | Herning Blue Fox Markus Jensen (04:54) Markus Jensen (13:33) Steffen Klarskov Nielsen (49:45) | 3:2 (2:0, 0:1, 1:1) Spielbericht Stand: 2:2 | Frederikshavn White Hawks Mathias Bau Hansen (34:57) Tyler Mosienko (50:28) | KVIK Hockey Arena, Herning, Region Midtjylland Zuschauer: 2683 |

| 12. März 2017 19:00 Uhr | Frederikshavn White Hawks Nick Olesen (14:16) Nick Olesen (45:43) Mathias Bau Hansen (58:28) | 3:1 (1:0, 0:1, 2:0) Spielbericht Stand: 3:2 | Herning Blue Fox Nicolas Ritz (33:12) | Scanel Hockey Arena, Frederikshavn, Region Nordjylland Zuschauer: 1574 |

| 14. März 2017 19:00 Uhr | Herning Blue Fox Lasse S. Lassen (23:27) Steffen Klarskov Nielsen (40:51) | 2:3 (0:0, 1:0, 1:3) Spielbericht Stand: 2:4 | Frederikshavn White Hawks Kasper V. Kristensen (42:51) Sebastian Thornberg Bergholt (57:50) Jeff Ulmer (59:59) | KVIK Hockey Arena, Herning, Region Midtjylland Zuschauer: 2056 |

#### Esbjerg Energy (4) – SønderjyskE Ishockey (5)
| 5. März 2017 20:30 Uhr | Esbjerg Energy Kurran Kodie (16:19) Søren Nielsen (55:34) | 2:1 (1:0, 0:0, 1:1) Spielbericht Stand: 1:0 | SønderjyskE Ishockey Danny Hobbs (58:26) | Granly Hockey Arena, Esbjerg, Region Syddanmark Zuschauer: 2591 |

| 5. März 2017 19:00 Uhr | SønderjyskE Ishockey Derek Damon (38:56) Daniel K. Hansen (59:34) Danny Hobbs (60:00) | 3:1 (0:0, 1:1, 2:0) Spielbericht Stand: 1:1 | Esbjerg Energy Anders Krogsgaard (30:29) | SE Arena, Vojens, Region Syddanmark Zuschauer: 3812 |

| 7. März 2017 19:30 Uhr | Esbjerg Energy Phillip Bruggisser (08:03) Ryan Martindale (15:00) Tyler Fiddler (28:15) Jordan Knackstedt (44:39) | 4:1 (2:1, 1:0, 1:0) Spielbericht Stand: 2:1 | SønderjyskE Ishockey Danny Hobbs (05:47) | Granly Hockey Arena, Esbjerg, Region Syddanmark Zuschauer: 2501 |

| 10. März 2017 19:30 Uhr | SønderjyskE Ishockey Kristian Jensen (25:55) Nikolaj Carstensen (33:50) Danny Hobbs (59:50) | 3:1 (0:0, 2:1, 1:0) Spielbericht Stand: 2:2 | Esbjerg Energy Sune Hjulmand (23:40) | SE Arena, Vojens, Region Syddanmark Zuschauer: 5000 |

| 12. März 2017 17:00 Uhr | Esbjerg Energy Ryan Martindale (06:06) Anders Krogsgaard (80:36) | 2:1 n. V. (1:0, 0:1, 0:0, 0:0, 1:0) Spielbericht Stand: 3:2 | SønderjyskE Ishockey Greg Gibson (26:35) | Granly Hockey Arena, Esbjerg, Region Syddanmark Zuschauer: 2526 |

| 14. März 2017 20:30 Uhr | SønderjyskE Ishockey Greg Gibson (33:13) Anders Førster (50:09) Greg Gibson (50:19) | 3:4 n. V. (0:1, 1:1, 2:0, 0:1) Spielbericht Stand: 2:4 | Esbjerg Energy Niklas Andersen (17:40) Ryan Martindale (29:00) Sune Hjulmand (46:34) Brock Nixon (60:35) | SE Arena, Vojens, Region Syddanmark Zuschauer: 3717 |

### Halbfinale
Die Halbfinalspiele finden am 21., 24., 26., 28. März und wenn nötig am 31. März, 2. und 4. April 2017 statt.
|                           |   |                | Serie | 1         | 2   | 3   | 4   | 5         | 6   | 7   | [HR]  |
| ------------------------- | - | -------------- | ----- | --------- | --- | --- | --- | --------- | --- | --- | ----- |
| Odense Bulldogs           | – | Gentofte Stars | 1:4   | 1:2 n. V. | 0:2 | 1:2 | 2:1 | 0:2       |     |     | [4:1] |
| Frederikshavn White Hawks | – | Esbjerg Energy | 3:4   | 5:2       | 0:3 | 2:3 | 3:2 | 2:3 n. V. | 4:3 | 1:2 | [4:1] |

#### Odense Bulldogs (2) – Gentofte Stars (6)
| 21. März 2017 20:30 Uhr | Odense Bulldogs Oliver Larsen (27:58) | 1:2 n. V. (0:0, 1:1, 0:0, 0:1) Spielbericht Stand: 0:1 | Gentofte Stars Luis Blak Olsen (25:35) Marko Virtala (60:37) | Odense Isstadion, Odense, Region Syddanmark Zuschauer: 1507 |

| 24. März 2017 19:30 Uhr | Gentofte Stars Matthias Martini Asperup (06:15) Matthias Martini Asperup (59:56) | 2:0 (1:0, 0:0, 1:0) Spielbericht Stand: 2:0 | Odense Bulldogs | Gentofte Skøjtehal, Gentofte, Region Hovedstaden Zuschauer: 1069 |

| 26. März 2017 15:00 Uhr | Odense Bulldogs Oliver Larsen (18:57) | 1:2 (1:1, 0:1, 0:0) Spielbericht Stand: 0:3 | Gentofte Stars Jeffrey Terrminesi (12:22) Mads Eller (33:21) | Odense Isstadion, Odense, Region Syddanmark Zuschauer: 1675 |

| 28. März 2017 19:00 Uhr | Gentofte Stars Christian Hee Foss (11:47) | 1:2 (1:1, 0:1, 0:0) Spielbericht Stand: 1:3 | Odense Bulldogs Dale Mitchell (07:14) Henrik Nielsen (37:28) | Gentofte Skøjtehal, Gentofte, Region Hovedstaden Zuschauer: 1070 |

| 31. März 2017 19:30 Uhr | Odense Bulldogs | 0:2 (0:0, 0:1, 0:1) Spielbericht Stand: 0:4 | Gentofte Stars Cameron Spiro (21:27) Cameron Spiro (58:31) | Odense Isstadion, Odense, Region Syddanmark Zuschauer: 2237 |

#### Frederikshavn White Hawks (3) – Esbjerg Energy (4)
| 21. März 2017 19:00 Uhr | Frederikshavn White Hawks Kristoffer Lauridsen (05:52) Kristoffer Lauridsen (27:44) Jeff Ulmer (33:25) Marcus Olsson (37:06) Kristoffer Lauridsen (54:44) | 5:2 (1:1, 3:1, 1:0) Spielbericht Stand: 1:0 | Esbjerg Energy Sune Hjulmand (16:19) Ryan Martindale (55:34) | Scanel Hockey Arena, Frederikshavn, Region Nordjylland Zuschauer: 1720 |

| 24. März 2017 19:30 Uhr | Esbjerg Energy Ryan Martindale (01:06) Carson McMillan (06:19) Brock Nixon (14:48) | 3:0 (3:0, 0:0, 0:0) Spielbericht Stand: 1:1 | Frederikshavn White Hawks | Granly Hockey Arena, Esbjerg, Region Syddanmark Zuschauer: 2609 |

| 26. März 2017 16:00 Uhr | Frederikshavn White Hawks Kristoffer Lauridsen (55:56) Kristoffer Lauridsen (56:37) | 2:3 (0:1, 0:1, 2:1) Spielbericht Stand: 1:2 | Esbjerg Energy Kodie Curran (17:10) Brock Nixon (23:00) Jordan Knackstedt (54:05) | Scanel Hockey Arena, Frederikshavn, Region Nordjylland Zuschauer: 1731 |

| 28. März 2017 19:00 Uhr | Esbjerg Energy Tyler Fiddler (39:56) Phillip Bruggisser (53:18) | 2:3 (0:0, 1:2, 1:1) Spielbericht Stand: 2:2 | Frederikshavn White Hawks Kristoffer Lauridsen (30:00) Nick Olesen (32:05) Kristoffer Lauridsen (53:56) | Granly Hockey Arena, Esbjerg, Region Syddanmark Zuschauer: 2888 |

| 31. März 2017 19:30 Uhr | Frederikshavn White Hawks Kristoffer Lauridsen (20:38) Nick Olesen (57:50) | 2:3 n. V. (0:2, 1:0. 1:0, 0:1) Spielbericht Stand: 2:3 | Esbjerg Energy Kodie Curran (03:55) Jordan Knackstedt (13:56) Jared Knight (61:23) | Scanel Hockey Arena, Frederikshavn, Region Nordjylland Zuschauer: 2260 |

| 2. April 2017 19:30 Uhr | Esbjerg Energy Tyler Fiddler (37:43) Phillip Bruggisser (55:29) Niklas Andersen (58:10) | 3:4 (0:1, 1:2, 2:1) Spielbericht Stand: 3:3 | Frederikshavn White Hawks Nick Olesen (15:20) Steffen Frank (24:36) Jens Henrik Tönjum (25:31) Mathias Bau Hansen (56:27) | Granly Hockey Arena, Esbjerg, Region Syddanmark Zuschauer: 2981 |

| 4. April 2017 19:30 Uhr | Frederikshavn White Hawks Nick Olesen (31:29) | 1:2 (0:0, 1:0, 0:2) Spielbericht Stand: 3:4 | Esbjerg Energy Jeppe Holmberg (53:41) Jordan Knackstedt (59:18) | Scanel Hockey Arena, Frederikshavn, Region Nordjylland Zuschauer: 2436 |

### Spiele um Platz 3
Die Spiele um Platz 3 wird in zwei Spielen mit Hin- und Rückspiel am 7. und 8. April 2017 ausgetragen.
|                 |   |                           | Gesamt | 1   | 2   | [HR]  |
| --------------- | - | ------------------------- | ------ | --- | --- | ----- |
| Odense Bulldogs | – | Frederikshavn White Hawks | 2:9    | 2:6 | 0:3 | [3:2] |

#### Odense Bulldogs (2) – Frederikshavn White Hawks (3)
| 7. April 2017 19:30 Uhr | Frederikshavn White Hawks Kristoffer Lauridsen (19:24) David Liffiton (25:34) Sebastian Svendsen (47:31) Marcus Olsson (52:44) Gorm Nyberg Topholt (54:14) Jens Henrik Tönjum (57:38) | 6:2 (1:1, 1:1, 4:0) Spielbericht Stand: 6:2 | Odense Bulldogs Frederik Høeg (13:53) Simon Grønvaldt (32:31) | Scanel Hockey Arena, Frederikshavn, Region Nordjylland Zuschauer: 1001 |

| 8. April 2017 15:00 Uhr | Odense Bulldogs Tyler Mosienko (12:37) Jeff Ulmer (14:34) Nick Olesen (18:24) | 0:3 (0:3, 0:0, 0:0) Spielbericht Stand: 2:9 | Frederikshavn White Hawks | Odense Isstadion, Odense, Region Syddanmark Zuschauer: 911 |

### Finale
Die Finalspiele finden am 7., 9., 11., 14. April und wenn nötig am 16., 18. und 21. April 2017 statt.
|                |   |                | Serie | 1   | 2   | 3         | 4   | 5         | 6 | 7 | [HR]  |
| -------------- | - | -------------- | ----- | --- | --- | --------- | --- | --------- | - | - | ----- |
| Esbjerg Energy | – | Gentofte Stars | 4:1   | 3:2 | 3:4 | 3:2 n. V. | 2:0 | 4:3 n. V. |   |   | [3:2] |

#### Esbjerg Energy (4) – Gentofte Stars (6)
| 7. April 2017 19:30 Uhr | Esbjerg Energy Søren Nielsen (31:33) Jared Knight (38:17) Tyler Fiddler (43:34) | 3:2 (0:0, 2:0, 1;2) Spielbericht Stand: 1:0 | Gentofte Stars Joonas Riekkinen (49:23) Cameron Spiro (57:10) | Granly Hockey Arena, Esbjerg, Region Syddanmark Zuschauer: 3209 |

| 9. April 2017 13:00 Uhr | Gentofte Stars Marko Virtala (00:29) Marko Virtala (19:15) Andre Stærmose Pison (44:36) Cameron Spiro (57:52) | 4:3 (2:1, 0:1, 2:1) Spielbericht Stand: 1:1 | Esbjerg Energy Jordan Knackstedt (02:19) Esben Nielsen (31:52) Kodie Curran (54:22) | Gentofte Skøjtehal, Gentofte, Region Hovedstaden Zuschauer: 1025 |

| 11. April 2017 20:30 Uhr | Esbjerg Energy Anders Krogsgaard (10:47) Kodie Curran (23:56) Jordan Knackstedt (68:16) | 3:2 n. V. (1:1, 1:1, 0:0, 1:0) Spielbericht Stand: 2:1 | Gentofte Stars Matthias Martini Asperup (03:50) Jesse Jyrkkio (23:20) | Granly Hockey Arena, Esbjerg, Region Syddanmark Zuschauer: 3309 |

| 14. April 2017 13:00 Uhr | Gentofte Stars | 0:2 (0:1, 0:0, 0:1) Spielbericht Stand: 1:3 | Esbjerg Energy Kodie Curran (00:39) Jordan Knackstedt (59:01) | Gentofte Skøjtehal, Gentofte, Region Hovedstaden Zuschauer: 1071 |

| 16. April 2017 17:30 Uhr | Esbjerg Energy Tyler Fiddler (18:24) Jordan Knackstedt (41:33) Niklas Andersen (54:16) Jared Knight (85:11) | 4:3 n. V. (1:0, 0:0, 2:3, 0:0, 1:0) Spielbericht Stand: 4:1 | Gentofte Stars Teemu Virtala (42:44) Cameron Spiro (55:52) Matthias Martini Asperup (57:40) | Granly Hockey Arena, Esbjerg, Region Syddanmark Zuschauer: 4100 |

### Beste Scorer
| Nat.               | Spieler              | Team                      | Sp | T | V  | Pkt | +/− | SM |
| ------------------ | -------------------- | ------------------------- | -- | - | -- | --- | --- | -- |
| Kanada             | Brock Nixon          | Esbjerg Energy            | 18 | 3 | 16 | 19  | +2  | 16 |
| Kanada             | Jordan Knackstedt    | Esbjerg Energy            | 17 | 8 | 10 | 18  | +5  | 42 |
| Kanada             | Kodie Curran         | Esbjerg Energy            | 18 | 6 | 11 | 17  | +7  | 18 |
| Finnland           | Teemu Virtala        | Gentofte Stars            | 17 | 3 | 12 | 15  | +5  | 18 |
| Vereinigte Staaten | Cameron Spiro        | Gentofte Stars            | 17 | 9 | 5  | 14  | +1  | 4  |
| Kanada             | Martin Ryandale      | Esbjerg Energy            | 14 | 4 | 10 | 14  | +3  | 12 |
| Danemark           | Kristoffer Lauridsen | Frederikshavn White Hawks | 14 | 8 | 5  | 13  | +8  | 8  |
| Danemark           | Mathias Bau Hansen   | Frederikshavn White Hawks | 15 | 4 | 9  | 13  | +2  | 8  |
| Finnland           | Joonas Riekkinen     | Gentofte Stars            | 16 | 5 | 7  | 12  | +5  | 26 |
| Danemark           | Nick Olesen          | Frederikshavn White Hawks | 15 | 9 | 2  | 11  | +2  | 29 |

 Abkürzungen:  Sp = Spiele, T = Tore, V = Assists, Pkt = Punkte, +/− = Plus/Minus, SM = Strafminuten; Fett:  Bestwert

Stand: 28. April 2017; Quelle:  Metal Ligaen

### Zuschauertabelle
|        | Verein                    | Heimspiele | Zuschauer | Schnitt | Auslastung |
| ------ | ------------------------- | ---------- | --------- | ------- | ---------- |
| 01.    | Esbjerg Energy            | 9          | 26.714    | 2.968   | 070,67 %   |
| 02.    | Frederikshavn White Hawks | 8          | 14.679    | 1.835   | 045,87 %   |
| 03.    | SønderjyskE Ishockey      | 3          | 12.529    | 4.176   | 083,53 %   |
| 04.    | Aalborg Pirates           | 4          | 12.201    | 3.050   | 061,01 %   |
| 05.    | Odense Bulldogs           | 6          | 9.391     | 1.565   | 047,72 %   |
| 06.    | Herning Blue Fox          | 3          | 8.381     | 2.794   | 068,06 %   |
| 07.    | Gentofte Stars            | 7          | 6.501     | 929     | 080,06 %   |
| 08.    | Rungsted Seier Capital    | 2          | 3.110     | 1.555   | 063,21 %   |
| Gesamt | Gesamt                    | 42         | 93.506    | 2.226   | 060,98 %   |

Stand: 16. April 2017; Quelle:  Metal Ligaen